# 岡野松三郎
岡野 松三郎（おかの まつさぶろう、天保4年（1833年） - 明治29年（1896年）4月5日）は、幕末明治期の医師、蘭学者、教育者。

## 経歴
備前国生まれ。父親は岡山藩士の岡野紋次郎。
はじめ、藩命により京都で広瀬元恭に入門。次いで大坂に出て緒方洪庵の適塾に入り、塾頭の福澤諭吉らと共に蘭学を修める。藩主池田茂政に用いられ、帰郷したのちに藩命により改めて江戸に出て慶応2年（1866年）に鉄砲洲慶應義塾に入学。卒業後の慶応4年（1868年）5月に岡山藩の兵学館教頭に就任。更に岡山藩の遺芳館や医学校などで永鳥貞次郎と共に教鞭を取る。島村鼎甫、松岡脾、花房義質、黒田網彦らが同窓である。
ほか、東奥義塾、岡山普通学校、篠山中学校、岡山師範学校の教員等を歴任した。小松原英太郎、岡田純夫は教え子である。
1910年（明治43年）従五位を追贈された。